# Allen Covert
Allen Stephen Covert (West Palm Beach, 1964. október 13. –) amerikai humorista, színész, forgatókönyvíró és producer. Leginkább a 2006-os Nagyi szeme fénye című vígjáték főszerepéről, valamint a Vadbarmok (2008) című film mellékszerepéről ismert. Gyakran dolgozik együtt Adam Sandler színésszel és annak barátaival. Olyan filmekben kapott kiemelkedő szerepet, mint a Happy, a flúgos golfos (1996), a Nászok ásza (1998), Apafej (1999), a Sátánka – Pokoli poronty (2000), A kismenő (2002), a Ki nevel a végén? (2003), Az 50 első randi (2004) és a Férj és férj (2007).

## Élete és magánélete
Covert a floridai Nyugat-Palm Beachen született Elizabeth Ann (született Duhy) és Stephen Covert fiaként. A New York Egyetemen tanult színészetet, ahol Adam Sandler osztálytársa volt. Covert előadóművészként, íróként és/vagy producerként működött közre szinte minden filmben és komédiaalbumban, amelyet Sandler valaha is kiadott. Covert jelenleg Kaliforniában él.
Covert apja zsidó volt, míg anyjabaptista. Covert társalapítója lett egy kisgyermekeknek szóló kiadónak, amely az alapvető amerikai történelemmel foglalkozik. 2006. február 14-én vette feleségül Kathryn Ashley Hagstromot. Kathryn 2019 júliusában adta be a válópert; a válást 2019 novemberében véglegesítették.

## Filmográfia
Színészként
- Furcsa fickók a fedélzeten (1989) – Csapos
- Pancserock (1994) – Samuels rendőrtiszt
- Billy Madison – A dilidiák (1995) – Burger Joint eladó (savanyúság verseny jelenet) stáblistán nem szerepel
- Nehézfiúk (1995) –Kenny, az operatőr
- Happy, a flúgos golfos (1996) – Otto
- A kábelbarát (1996) – Önmaga (cameoszerep)
- Golyóálló (1996) – Jones nyomozó
- Nászok ásza (1998) – Sammy
- A vizesnyolcas (1998) – Walter
- A bambanő (1999) – Roger in Op/Ed
- Late Last Night (1999) – Kokainos fickó
- Különcök és stréberek (1999) – hivatalnok
- Apafej (1999) – Phil D'Amato
- Tök alsó (1999) – Vic
- Sátánka – Pokoli poronty (2000) – Todd
- Undeclared (2001) – önmaga (stáblistán nem szerepel)
- A kismenő (2002) – Marty
- 8 őrült éjszaka (2002) – Öreg hölgy, buszsofőr és a polgármester felesége (hangja)
- Ki nevel a végén? (2003) – Andrew
- Férjek gyöngye (2004, 2007) – Towel Guy, Matthew Klein
- Az 50 első randi (2004) – Tíz másodperc Tom
- Csontdaráló (2005) – Referee
- A nagyi szeme fénye (2006) – Alex
- Férj és férj (2007) – Steve
- Vadbarmok (2008) – Fred
- A házinyuszi (2008) – Waiter
- Esti mesék (2008) – Ferrari-s fickó
- A pláza ásza (2009) – Bunkó biztonsági őr
- Kellékfeleség (2011) – Lélek tapasz
- Jack és Jill (2011) – Joel Farley / Otto
- Hotel Transylvania – Ahol a szörnyek lazulnak (2012) – További hangok (szinkronhang)
- Nagyfiúk 2. (2013) – Hippie tanár
- Kavarás (2014) – 220 Tom
- Pixels (2015) – Bántalmazó polgár
- Hotel Transylvania 2. – Ahol még mindig szörnyen jó (2015) – Gyertya torta szörny (hangja)
- Sandy Wexler (2017) – Gurvy
- Gyagyás gyilkosság (2019) – Apa (stáblistán nem szerepel)
- A hazai csapat (2022) – pálya bíró

Forgatókönyvíróként
- Apafej (1999) – filmzeneíró
- 8 őrült éjszaka (2002) – filmzeneíró is
- Az 50 első randi (2004) – filmzeneíró
- A nagyi szeme fénye (2006)
- Lúzer SC (2006)
- Nagyfiúk (2010) – filmzeneíró
- Bucky Larson: Született filmcsillag (2011)

Producerként
- Furcsa fickók a fedélzeten (1989) – produkciós asszisztens
- Apafej (1999) – társproducer
- Sátánka – Pokoli poronty (2000) – társproducer
- A kismenő (2002) – társproducer
- 8 őrült éjszaka (2002)
- Ki nevel a végén? (2003) – vezető producer
- Csontdaráló (2005) – vezető producer
- A nagyi szeme fénye (2006)
- Férj és férj (2007) – társ-producer
- A házinyuszi (2008)
- Nagyfiúk (2010) – vezető producer
- Kellékfeleség (2011) – vezető producer
- Bucky Larson: Született filmcsillag (2011)
- Jack és Jill (2011) – vezető producer
- Apa ég! (2012)
- Nagyfiúk 2. (2013) – vezető producer
- Kavarás (2014) – vezető producer
- Pixel (2015)
- Hotel Transylvania 2. – Ahol még mindig szörnyen jó (2015) – vezető producer
- Nevetséges hatos (2015)
- Az újrakezdés (2016)
- Sandy Wexler (2017)[7]
- Father of the Year (2018)